# Henri Pensis
Henri Pensis (* 3. November 1900 in Pfaffenthal, einem Stadtviertel von Luxemburg; † 1. Juni 1958) war ein luxemburgischer Dirigent, Komponist und Violinist.

## Leben
Nach einer Ausbildung am Konservatorium der Stadt Luxemburg  studierte Henri Pensis Violine bei César Thomson am Brüsseler Konservatorium und bei Bram Eldering an der Musikhochschule Köln. Dort absolvierte er außerdem die Fächer Komposition bei Philipp Jarnach und Dirigieren bei Hermann Abendroth. 1926 wurde er Konzertmeister beim Sender Langenberg im WDR Funkhausorchester, wo er auch als Dirigent tätig war.
Im Jahre 1933 gründete Pensis das Orchester des luxemburgischen Radios, aus dem das heutige Philharmonische Orchester von Luxemburg hervorgegangen ist. 1940 ging Pensis in die USA, wo er unter anderem das New Jersey Philharmonic Orchestra leitete. 1946 kehrte er nach Luxemburg zurück und reorganisierte das Philharmonische Orchester, das er bis zu seinem Tode leitete.

## Kompositionen (Auswahl)

### Orchesterwerke
- Soir d'été (poème symphonique)
- Fugue classique
- Suite
- Scène de danse
- Fantaisie de Noël

### Weltliche Vokalwerke
- Lëtzebuerger Jubiläumshymn (Hymne solennel), zur Unabhängigkeitsfeier 1939

### Bühnenwerke
- Nockes an Nackes (comédie musicale)